# L'Arche de Noé (film, 2007)
Pour les articles homonymes, voir L'Arche de Noé et Noah's Arc.
Pour plus de détails, voir Fiche technique et Distribution.
L'Arche de Noé (El Arca) est un film d'animation argentin réalisé par Juan Pablo Buscarini, sorti en 2007.

## Synopsis
Ce film raconte l'histoire du Déluge à partir du point de vue des animaux embarqués par Noé et sa famille.

## Fiche technique
- Titre original : El Arca
- Titre français : L'Arche de Noé
- Réalisation : Juan Pablo Buscarini
- Scénario : Axel Nacher, Fernando Schmidt, Enrique Cortés (adaptation scénaristique), Barbara Di Girolamo
Juan Pablo Buscarini d'après la Bible
- Musique : Andrés Goldstein et Daniel Tarrab
- Production : Pablo Bossi, Alejandro Cacetta, Roberto Di Girolamo, Juan Pablo Galli, Giuliana Migani, Ariel Saúl, Camillo Teti, Patricio Tobal, Juan Vera
- Société de production : Patagonik Film Group
- Société de distribution : Buena Vista International
- Pays d'origine :  Argentine
- Langue originale : anglais, espagnol
- Format : couleur
- Genre : Animation
- Durée : 88 minutes
- Dates de sortie : 
  -  États-Unis : 2007
  -  France : 11 décembre 2013

## Distribution

### Voix originales
- Rob Van Paulus : God
- Joe Carey : Noah
- Kay Brady : Naama
- Andrio Chavarro : Japeth
- Oscar Cheda : Shem
- Brandon Morris : Ham
- Lissa Grossman : Miriam
- Loren Lusch : Sara
- Aubrey Shavonn : Edith
- Terrell Hardcastle : Pepe
- Oscar Cheda : King Sabu
- Heidi Harris : Queen Oriana
- James Keller : Xiro / Farfan
- Tom Wahl : Bombay
- Heidi Harris : Bruma
- Chloe Dolandis : Kairel
- Antonio Amadeo : Pity
- Wayne LeGette : Dagnino
- Danny Paul : Coco
- Todd Allen Durkin : Patricio
- Gerald Owens : Cachito
- Heather Gallaher : Panty
- Rayner Grannchen : Alvaro
- Amy London : Esther
- Deborah Sherman Gorelo : Lily

### Voix françaises
- Adeline Flaun : Edith
- Caroline Lemaire : Sarah
- Éric Bonicatto : Noé
- Georges Pawloff : Dieu
- Julien Sainte-Marthe : Cam
- Michel Barrio : Sem
- Olivier Valiente : Xiro
- Philippe Marchal : Ange
- Sophie Ostria : Miriam
- Faye Hadley : Panty
- Stéphane Cornicard : Sabu
- Magali Mestre : Kairel

## Source de la traduction
- (en) Cet article est partiellement ou en totalité issu de l’article de Wikipédia en anglais intitulé « Noah's Ark (2007 film) » (voir la liste des auteurs).